# Stargate (игра, 1981)
Stargate — аркадная игра, выпущенная в 1981 году компанией Williams Electronics. Дизайнером игры был Юджин Джарвис. Игра представляет собой продолжение выпущенной в 1980 году игры Defender, и стала первой из трёх игр, выпущенных Vid Kidz, независимой компанией-разработчиком игр, основанной Джарвисом и Ларри ДеМаром. Игра не имеет отношения к франшизе Stargate, основанной 13 лет спустя.

## Правовые проблемы
Игра также известна как Defender Stargate и Defender II. Последнее название использовалось в релизах на домашних системах из-за правовых проблем. Согласно бонусному материалу для Midway Arcade Treasures, Williams хотела быть уверенной, что владеет правами на название «Defender». Название Defender II использовалось во всех версиях игры для домашних игровых систем и в сборниках игр; в то же время, никогда не выпускались аркадные автоматы под названием Defender II. Усложняет дело ещё и тот факт, что версия для Atari 2600 изначально продавалась под названием Stargate, но была переименована в Defender II в более позднем перевыпуске.

## Описание
В этом продолжении во флот чужих добавляются новые вражеские корабли, такие как огненные бомбардировщики Yllabian Space Guppies, Dynamos и Space Hums. Корабль Defender теперь оборудован устройством маскировки, которое делает корабль неуязвимым, когда активировано, но имеет ограниченный заряд. Звёздные врата (англ. stargate) перемещают корабль к любому гуманоиду, находящемуся под угрозой. Появилось также два особых уровня, Showdown Firebomber и Yllabian Dogfight, на которые игрок попадает после каждой пятой и десятой волны пришельцев. Как и в первой игре, если все люди захвачены планета взрывается, а все спускаемые аппараты превращаются в мутантов.

## Игровой процесс
Игрок управляет небольшим космическим кораблём, летающим над длинным, гористым ландшафтом. На земле находится несколько гуманоидов. Ландшафт зациклен, так что постоянно двигаясь в одном направлении, игрок вернётся в исходную точку. Корабль игрока может пролетать сквозь ландшафт, не разрушаясь. Над землёй летает несколько вражеских кораблей. Задачи игрока: уничтожить всех пришельцев и защитить людей от захвата.
Игрок вооружён лучевым оружием, которое стреляет с короткими промежутками, выпуская длинную горизонтальную линию перед кораблём, а также ограниченное количество «умных бомб», которые уничтожают всех врагов на экране. У игрока есть также ограниченный запас энергии для устройства, которое делает корабль невидимым и неуязвимым (враги взрываются при контакте с ним).
Вверху экрана имеется похожий на радар сканер, который отображает положение всех пришельцев и людей на игровом поле.